# Zechov
Zechov je malá vesnice, část obce Smilkov v okrese Benešov. Nachází se asi 2 km na východ od Smilkova. V roce 2009 zde bylo evidováno 6 adres. Zechov leží v katastrálním území Kouty u Smilkova o výměře 7,2 km².

## Historie
První písemná zmínka o vesnici pochází z roku 1379.

## Další fotografie

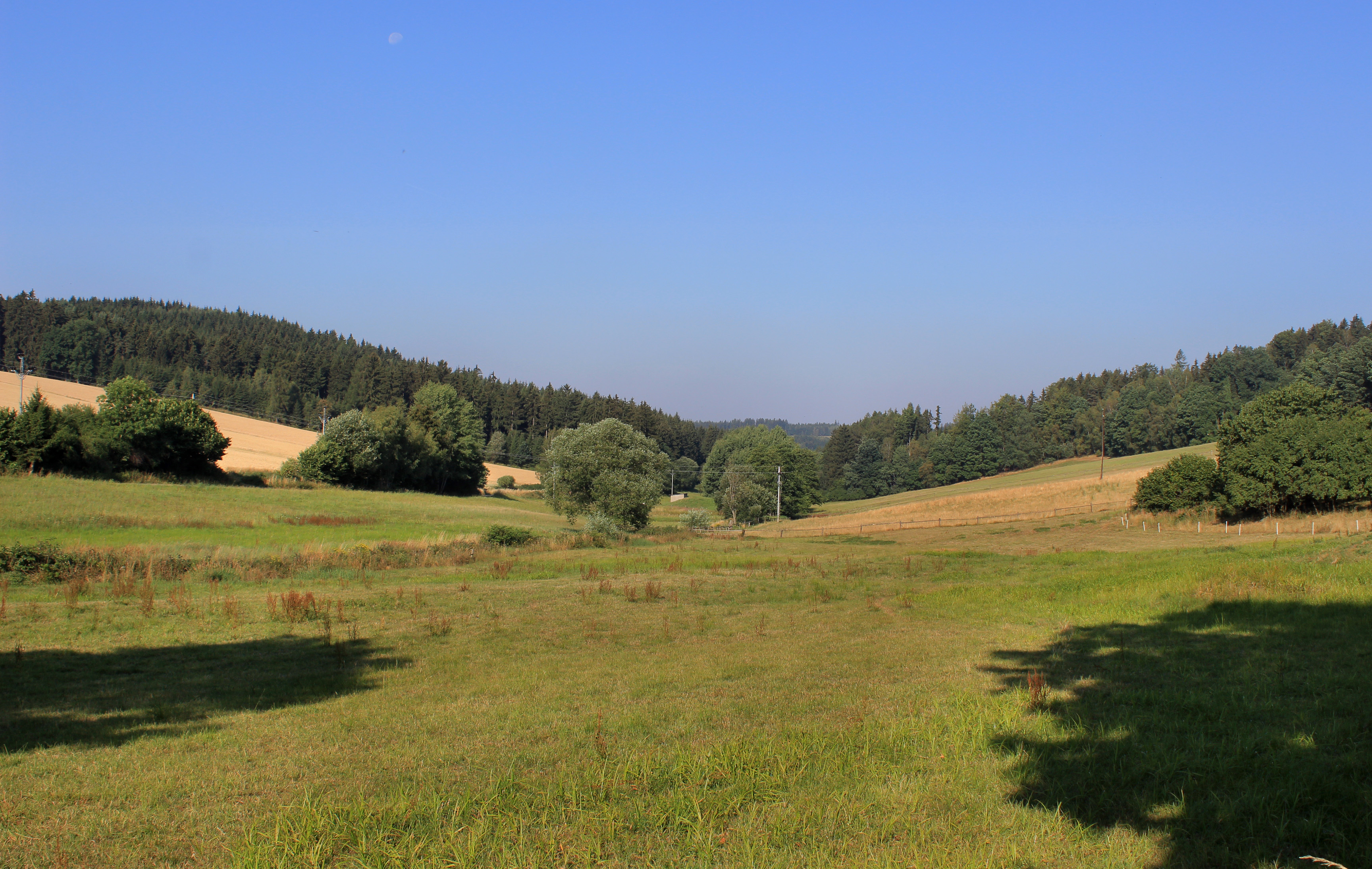
Údolí Smilkovského potoka
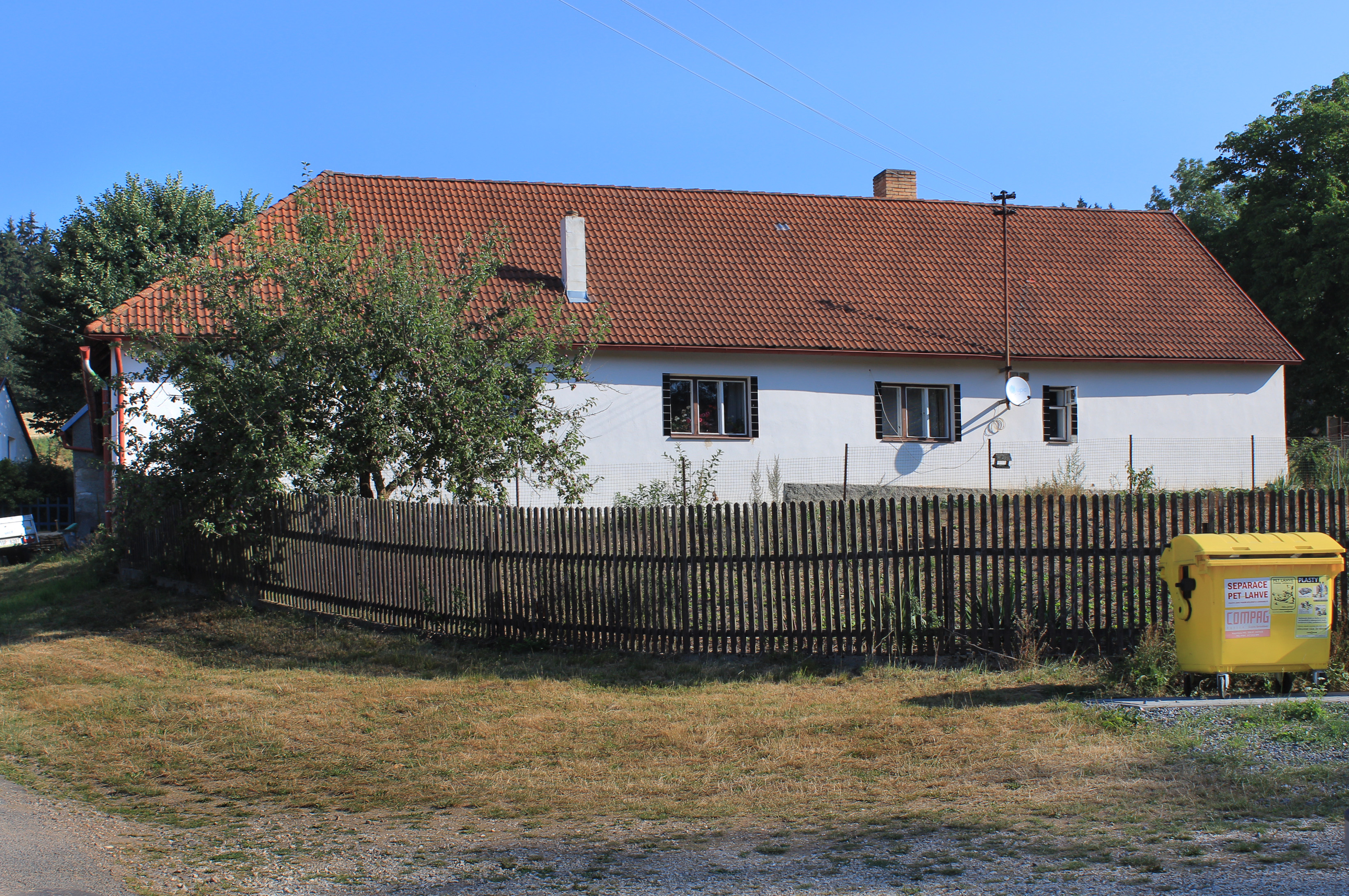
Dům čp. 4
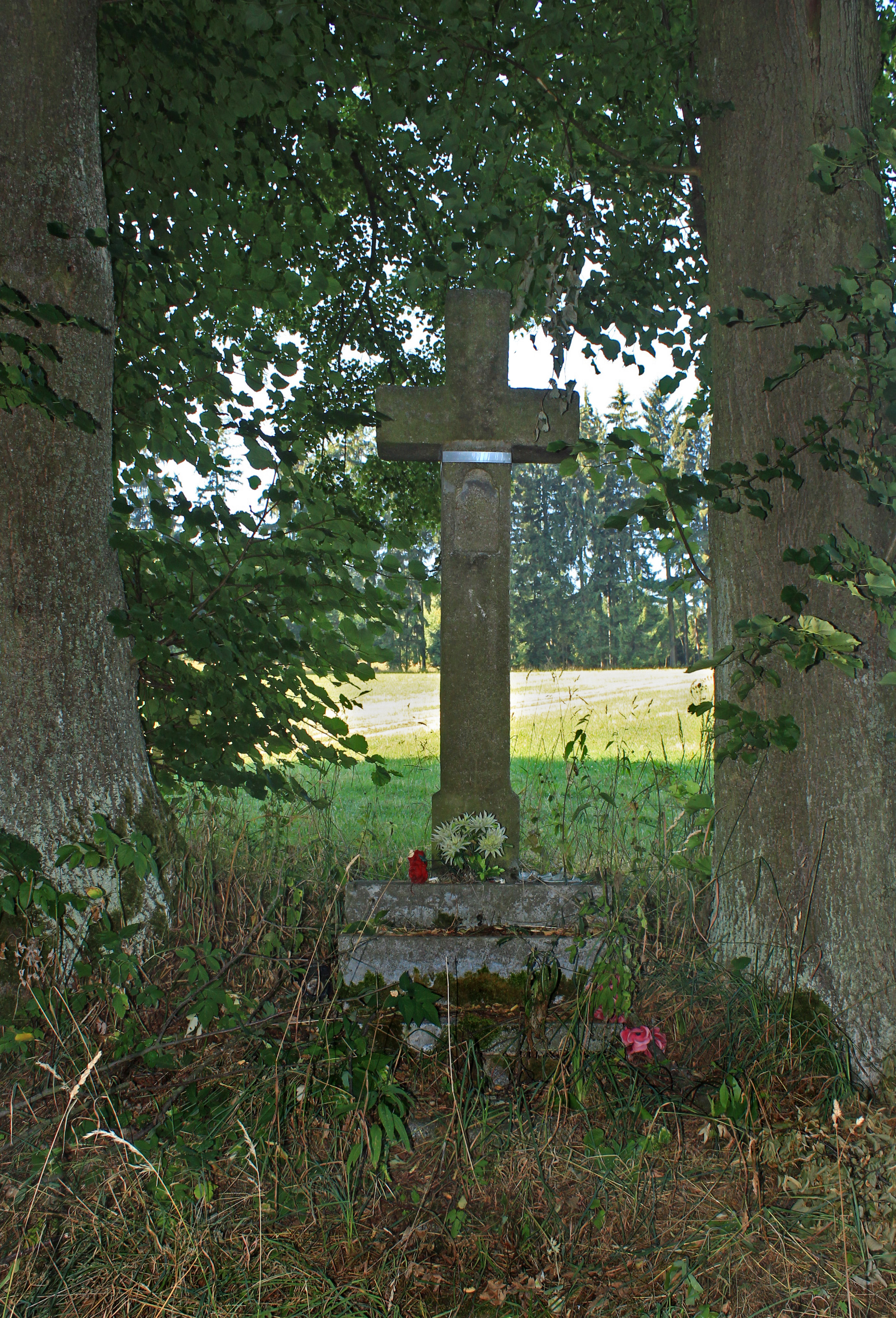
Křížek pod stromy